# World Games 2017/Teilnehmer (Georgien)
| Gelbes Symbol für Goldmedaillen mit stilisierten Olympischen Ringen | Graues Symbol für Silbermedaillen mit stilisierten Olympischen Ringen | Braundes Symbol für Bronzemedaillen mit stilisierten Olympischen Ringen |
| ------------------------------------------------------------------- | --------------------------------------------------------------------- | ----------------------------------------------------------------------- |
| —                                                                   | —                                                                     | —                                                                       |

Georgien nahm in Breslau an den World Games 2017 teil. Die georgische Delegation bestand aus vier männlichen Athleten.

## Teilnehmer nach Sportarten

### Karate
Die Gruppenphase der Gruppe A beendete der Georgier auf dem dritten Platz und schied damit aus.
| Männer         |              |                    |        |              |        |            |        |               |               |               |               |               |
| Gogita Arkania | 84 kg Kumite | Zabiollah Poorshab | 0:3 PO | Kevyn Pognon | 6:0 PO | Ugur Aktas | 0:1 PO | ausgeschieden | ausgeschieden | ausgeschieden | ausgeschieden | ausgeschieden |

PO = Sieg nach Punkten

### Wasserski
| Männer         |             |      |    |               |    |
| Genadi Guralia | Trickfahren | 2000 | 11 | ausgeschieden | 11 |

### Sumo
| Athleten                 | Wettbewerb    | Runde 64         | Runde 64   | Achtelfinale        | Achtelfinale  | Achtelfinale Repechage | Achtelfinale Repechage | Viertelfinale | Viertelfinale | Viertelfinale Repechage | Viertelfinale Repechage | Halbfinale Repechage | Halbfinale Repechage | Finale        | Finale        | Rang          |
| Athleten                 | Wettbewerb    | Gegner           | Ergebnis   | Gegner              | Ergebnis      | Gegner                 | Ergebnis               | Gegner        | Ergebnis      | Gegner                  | Ergebnis                | Gegner               | Ergebnis             | Gegner        | Ergebnis      | Rang          |
| ------------------------ | ------------- | ---------------- | ---------- | ------------------- | ------------- | ---------------------- | ---------------------- | ------------- | ------------- | ----------------------- | ----------------------- | -------------------- | -------------------- | ------------- | ------------- | ------------- |
| Männer                   |               |                  |            |                     |               |                        |                        |               |               |                         |                         |                      |                      |               |               |               |
| Giorgi Meschwildischwili | Mittelgewicht | -                | -          | Takahiro Higuchi    | Oshitaoshi    | Kena Heffernan         | Komatasukui            | Misbah Hossam | Yorikiri      | Aron Rozum              | Yorikiri                | ausgeschieden        | ausgeschieden        | ausgeschieden | ausgeschieden | ausgeschieden |
| Giorgi Meschwildischwili | Offene Klasse | Mark Lawrence    | -          | ausgeschieden       | ausgeschieden | ausgeschieden          | ausgeschieden          | ausgeschieden | ausgeschieden | ausgeschieden           | ausgeschieden           | ausgeschieden        | ausgeschieden        | ausgeschieden | ausgeschieden | ausgeschieden |
| Avtandil Tsertsvadze     | Schwergewicht | -                | -          | Byambajav Ulambayar | Tsukidashi    | Mark Lawrence          | Yorikiri               | Ramy Belal    | Kotenage      | Eduard Kudzoev          | Yorikiri                | Soichiro Kurokawa    | Shitatenage          | ausgeschieden | ausgeschieden | ausgeschieden |
| Avtandil Tsertsvadze     | Offene Klasse | Takahiro Higuchi | Okuridashi | ausgeschieden       | ausgeschieden | ausgeschieden          | ausgeschieden          | ausgeschieden | ausgeschieden | ausgeschieden           | ausgeschieden           | ausgeschieden        | ausgeschieden        | ausgeschieden | ausgeschieden | ausgeschieden |

Oshitaoshi = Gegner wird auf dem Boden geworfen.
Yorikiri = Gegner wird aus dem Ring gestoßen mit Griff an der Mawashi.
Okuridashi= Gegner wird von hinten aus dem Ring gestoßen.
Shitatenage=  Gegner wird mit Hilfe des Arms auf den Boden geworfen